# 테밍크붉은콜로부스
테밍크붉은콜로부스(Piliocolobus badius temminckii)는 붉은콜로부스 원숭이의 일종이다. 감비아와 세네갈 남부, 기니비사우 그리고 기니에 인접한 지역에서 발견된다.